# スポーン (オンラインゲーム)
スポーン（スポーニングとも、Spawn）とは、コンピューターゲーム主にFPSやMMORPGにおいてゲーム開始を意味するゲーム用語。

## 概要
もともとスポーンとは、水中において卵が孵化することを意味するが、これに見立ててマップにプレイヤーキャラクターが出現するという意味で使われる。ただし、日本のオンラインゲームにおいては、後述のリスポーンが一般的に使用される。

## リスポーン
リスポーン（Respawn, 再発生=復活の意、リスポンとも）とは、プレイ中のプレイヤーキャラクターが殺害されるなどした後に決まった場所（自陣地など）から再開することである。日本では一般的にこちらの呼び名が定着している。敵を倒した場合、再び復活してプレイヤーを襲いにくることもリスポーンに含むことがある。

### リスポーンキル
FPSなどではこれを利用した戦術にリスポーンキル（Respawn kill, リスキルと略される）がある。これは、敵のリスポーン地点で待ち伏せし、敵がリスポーンしたところを襲撃する戦術である。大半はリスポーン後に無敵時間（半透明になることがほとんど）が存在するが、主に『バトルフィールド』シリーズなど無敵時間が皆無であるゲームにおいて行われることが多い。また、無敵時間があるゲームでも無敵状態が終了したのを見計らって襲撃するパターンも多い。プレイヤーのスキルが生かされにくく、初心者が一方的に不利になるため批判されることもあるが、『レインボーシックスシージ』では戦術の一つとしてしばしば紹介されている。逆に、リスポーン時の無敵時間を利用して待ち伏せている敵を襲う戦術も存在する。